# Rigveda
El Rig-veda (o Ṛgveda) es el texto más antiguo de la tradición védica; fue compuesto en sánscrito. Se trata de una colección de himnos compuestos en antiguo sánscrito védico, dedicados a las deidades. Se considera el más antiguo de los cuatro libros conocidos como Vedas.
Es uno de los textos existentes más antiguos de cualquier lengua indoeuropea. Las evidencias filológicas y lingüísticas indican que el Rigveda fue compuesto en la región del actual Pakistán probablemente entre el 1500 y el 1200 a. C., aunque también se ha postulado una aproximación más amplia entre el 1700 y el 1100 a. C.
Algunos pasajes geográficos y etnológicos del Rigveda son prueba de que el texto podría haber sido compuesto entre el 1400 y el 1100 a. C. (periodo védico temprano) en la región de los Sapta Sindhu (‘Siete ríos’), en el Panyab (actual Pakistán). Se cree que fue preservado durante siglos por tradición oral, y que no fue puesto por escrito hasta el principio de la Edad Media. Los manuscritos más antiguos que se conservan están escritos en letra del siglo XI de nuestra era.

## Nombre sánscrito

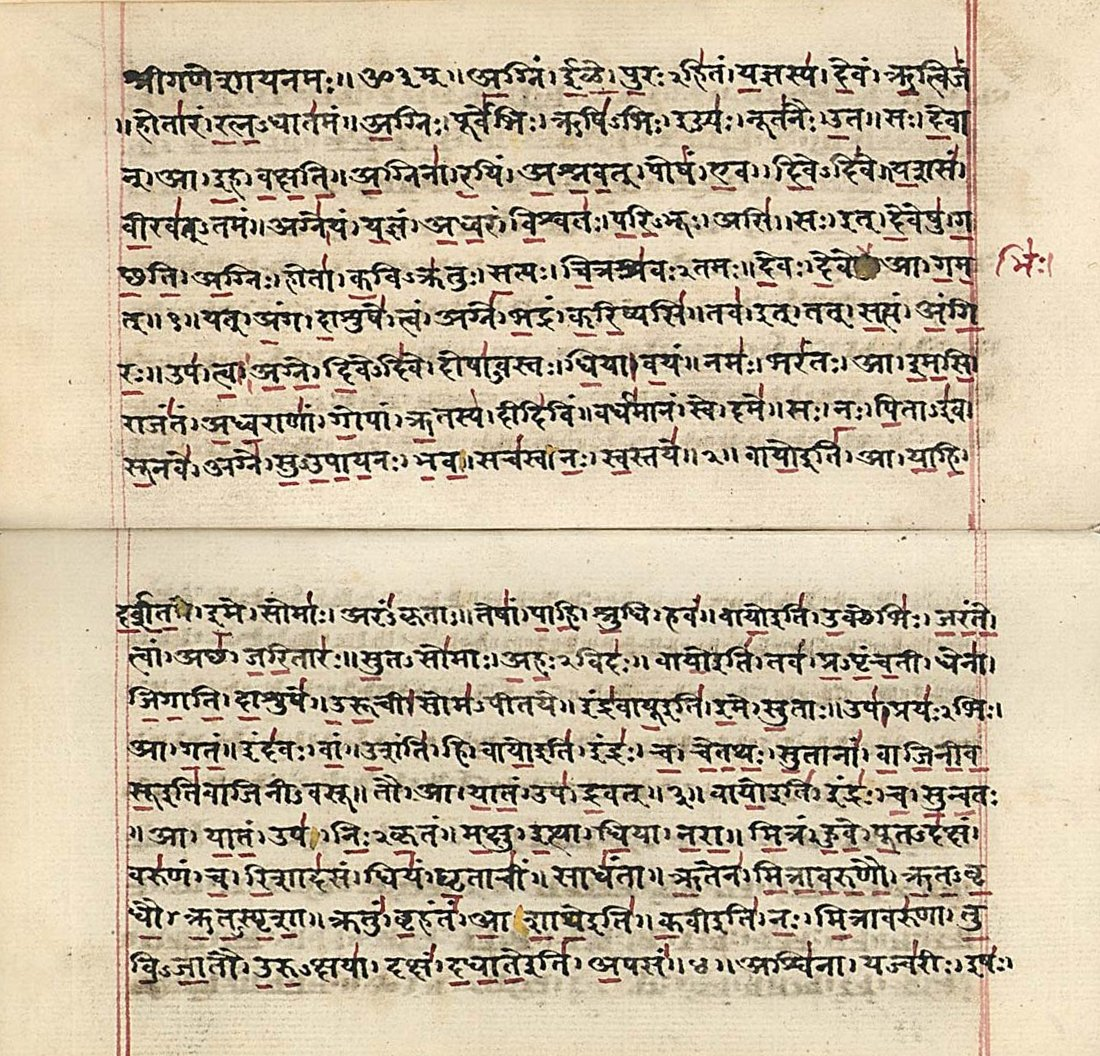
Ejemplar decimonónico del Rigveda, escrito en sánscrito en letra devanágari.

- ṛgveda, en el sistema AITS (alfabeto internacional para la transliteración del sánscrito).
- ऋग्वेद, en escritura devanagari del sánscrito.
- Pronunciación:
  - /rigvedá/ en sánscrito antiguo[10]
  - /rigvéd/ en varios idiomas modernos de la India (como el bengalí, el hindí, el maratí o el palí).
- Etimología: el nombre es un compuesto de rich o richa (‘alabanza, estrofa sagrada’) y vedah: (‘conocimiento’).[11]

## Autores
Cada rich (himno) de los Vedas provee el nombre del rishi (sabio) que lo escribió. Probablemente se trata de clanes (descendientes de un rishi reconocido) más que de autores individuales.
| Rishi o clan | Richas | Porcentaje | Mandala preponderante    |
| ------------ | ------ | ---------- | ------------------------ |
| Anguiras     | 3619   | 37 %       | mandala 6, especialmente |
| Kanua        | 1315   | 13 %       | mandala 8, especialmente |
| Vásishtha    | 1276   | 13 %       | mandala 7                |
| Vishua Mitra | 983    | 10 %       | mandala 3                |
| Atri         | 885    | 9 %        | mandala 5                |
| Bhrigu       | 473    | 5 %        |                          |
| Kashiapa     | 415    | 4 %        | mandala 9, especialmente |
| Gritsamada   | 401    | 4 %        | mandala 2                |
| Agastia      | 316    | 3 %        |                          |
| Bháratas     | 170    | 2 %        |                          |
| Total        | 9853   | 100 %      |                          |

La tradición védica afirma que el sabio Viasa (siglo III a. C.) tomó el texto del Rigveda y lo «bifurcó» (vyāsa) en dos nuevos textos:
- el Sama-veda (que contiene un 95 % de himnos del Rigveda ordenados de manera diferente);[13]
- el Iáyur-veda (que contiene un 50 % de himnos del Rig-veda).[13]

El Atharva-veda, aunque contiene un 30 % de himnos del Rig-veda, pertenece a una escuela doctrinal completamente diferente a la de este.

## Texto
El Rigveda consiste en 1028 himnos (o 1017 si se descuentan los once himnos apócrifos (vala-khilia) desde el 8.49 al 8.59 incluidos). Están compuestos en sánscrito védico, y muchos de ellos se supone que se utilizaban para varios sacrificios rituales.
Esta larga colección de himnos relativamente cortos está dedicada principalmente a alabar a los dioses védicos.
Está organizada en 10 libros, conocidos como mandalas.
Cada mandala posee sūktas, que están compuestos de versos individuales llamados rich (plural richas), de donde viene el nombre Rigveda.
Los mandalas no son de ninguna manera iguales en longitud o antigüedad: los mandalas 2 a 7 (conocidos como «libros familiares» son los más antiguos y poseen los libros más cortos, ordenados por longitud) contienen el 38 % del texto.
Los mandalas 8 y 9, que poseen himnos de mediana edad, contienen el 15 y el 9 % del texto.
Los mandalas 1 y 10, finalmente, son ambos los más largos y modernos, y contienen el 37 % del texto.

### Preservación
El Rigveda fue preservado por dos shakhas (‘ramas’ o escuelas): Śākala y Bāshkala. Considerando su antigüedad, el texto está extraordinariamente bien preservado e incorrupto, ya que las dos redacciones son prácticamente idénticas.
El Aitareia-bráhmana está asociado a la escuela Śākala. La escuela Bāskala mantuvo el Khilani (texto actualmente considerado parte del Rigveda, aunque es claramente anacrónico, mucho más moderno) y el Kausitaki-bráhmana. Esta recopilación o redacción incluyó el ordenamiento del texto en libros, y también realizó cambios ortoépicos (la regularización del sistema sánscrito del sandhi, que explica cómo unir las palabras contiguas).
Desde el tiempo de su redacción, el texto fue transmitido en dos versiones: el Samjita-patha (un continuo que une todas las palabras de acuerdo con las reglas sánscritas del sandhi y se usa para la recitación), y el Pada-patha tiene cada palabra aislada, para facilitar la memorización. El Pada-patha podría considerarse una interpretación del Samjita-patha.
El texto original (en el sentido de recobrar los himnos tal como fueron compuestos por los rishis) se encuentra entre ambos, pero más cerca del continuo Samjita-patha.

## Partes delRigveda

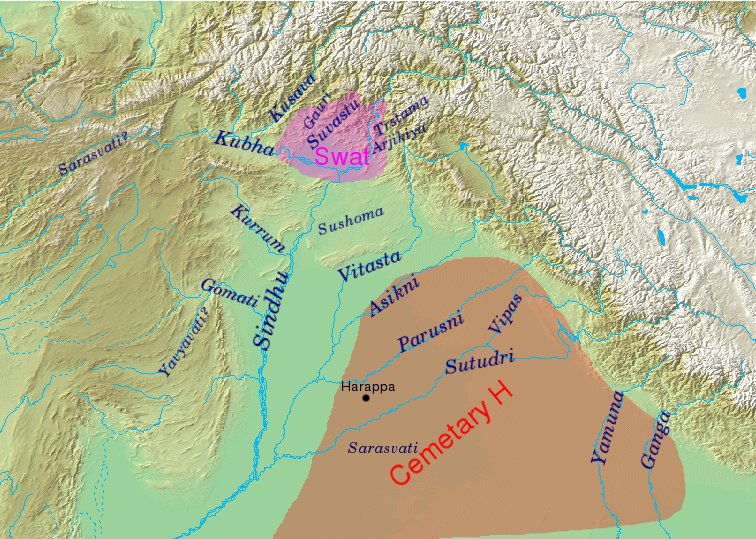
Geografía mencionada en el Rigveda con los nombres de los ríos védicos y la ubicación de la cultura del río Swat (sombreado fucsia) y la cultura del Cementerio H (sombreado marrón), contemporáneas a la composición del texto; lo que permite deducir que el texto podría haber sido compuesto dentro de alguna de esas dos culturas. Se menciona

Hay cierta confusión con el término Veda, que tradicionalmente se aplica a los textos del Samjitá propiamente dicho, y no a los textos asociados, como los Bráhmanas o Upanishads. Por ejemplo, el Aitareia-bráhmana no se considera parte del Rigveda sino más bien asociado a él.

### Organización
El método más usual de numeración es por libro, himno y verso (y si fuera necesario, por pada [pie poético]: a, b, c, etc.).
Por ejemplo, el primer pada es
- 1.1.1a agním īlrie puróhitam (‘a Agní alabo, el alto sacerdote’).

Y el pada final es
- 10.191.4d yáthāh vah súsahā́sati (‘para que estéis en buena compañía’).

El lingüista y matemático alemán Hermann Grassmann (1809-1877) numeró los himnos desde el 1 al 1028, y puso los valakhilia (‘falsos’) al final. Los 1028 himnos del Rigveda, en la edición de 1877, contiene un total de 10 552 versos, o 39 831 padas.
El Shatapatha-bráhmana da un número de sílabas de 432 000 (que equivale a 40 veces 10 800, el número de ladrillos utilizados por los uttara-vedi; pero ese número tiene una justificación numerológica que no está basada en el verdadero recuento de las sílabas). En cambio el texto métrico de Van Nooten y Holland (1994) da un total de 395 563 sílabas (un promedio de 9,93 sílabas por pada).
El conteo del número de sílabas no es tan sencillo, debido a la manera de unir las palabras con las reglas gramaticales del sandhi. La mayoría de los versos son:
- yagati (padas de 12 sílabas),
- tri-shtubh (padas de 11 sílabas),
- virash (padas de 10 sílabas) y
- gáiatri (o anushtubh, con padas de 8 sílabas).

### Contenido

#### Mandalas
- El mandala 1 comprende 191 himnos. El himno 1.1 está dirigido Agní (justamente su nombre es la primera palabra del Rigveda. El resto de los himnos principalmente se dirigen a Agní y a Indra. Los himnos 1154 a 1156 están dirigidos a Vishnú.
- El mandala 2 comprende 43 himnos, dirigidos principalmente a Agní e Indra. Se le atribuye al rishi Gritsamada Śaunohotra.
- El mandala 3 comprende 62 himnos, dirigidos principalmente a Agní e Indra. El verso 3.62.10 tiene una gran importancia en el hinduismo, ya que es el mantra Gáiatri. La mayor parte de los himnos de este libro se atribuyen a Vishuámitra Gāthina.
- El mandala 4 comprende 58 himnos, dirigidos principalmente a Agní e Indra. La mayor parte de los himnos de este libro se atribuyen a Vāmadeva Gautama.
- El mandala 5 comprende 87 himnos, dirigidos principalmente a Agní, Indra, los Vísua Devas (dioses del mundo), los Maruts, la deidad de gemelos Mitra-Váruna y los Ashwins. Dos himnos se dedican a Ushás (el amanecer) y a Savitar (el dios del Sol). La mayor parte de los himnos de este libro se atribuyen a la familia de Atri.
- El mandala 6 comprende 75 himnos, dirigidos principalmente a Agní e Indra. La mayor parte de los himnos de este libro se atribuyen a Bārhaspatya (perteneciente a la familia de Angirasas).
- El mandala 7 comprende 104 himnos, a Agní, Indra, los Vísuadevas, los Maruts, Mitra-Váruna, los Ashwins, Ushás, Indra-Váruna, Váruna, Vāyu (el viento), cada dos a Sárasuati (antiguo río y diosa del conocimiento), Vishnú, y a otros. La mayor parte de los himnos de este libro se atribuyen a Vásishtha.
- El mandala 8 comprende 103 himnos a diferentes dioses. Los himnos 8.49 a 8.59 son los valakhīlya (apócrifos). La mayor parte de los himnos de este libro se atribuyen a la familia Kāṇva.
- El mandala 9 comprende 114 himnos, completamente dedicados a Soma Pavamana (la desconocida planta que producía la poción sagrada de la religión védica).
- El mandala 10 comprende 191 himnos, a Agní y otros dioses. Contiene:
  - el Nadistuti sukta (que alaba en parte a los libros y es importante para la reconstrucción de la geografía de la civilización védica).
  - el Purusha sukta (que tiene gran significado en la tradición hindú) y
  - el Nasadíia-sukta (10.129); probablemente el himno más conocido en Occidente, que está relacionado con la creación.

Los dioses principales del Rigveda son
- Agni (el fuego sagrado),
- Indra (un dios heroico que es alabado por haber matado a su enemigo Vritra) y
- Soma (la poción sagrada, o la planta de donde se producía).

Otros dioses prominentes son
- Mitra (‘amigo o aliado’),
- Váruna (regulador del orden universal),
- Ushás (la Aurora) y los dos Ashwin.

También se invoca a
- Savitar
- Visnú
- Rudra
- Pushán
- Brijaspati
- Brahmanas Pati
- Diu-Pitar (‘del Cielo el Padre’, que proviene de un dios indoeuropeo anterior (Dieus), que en Grecia pasaría a llamarse Zeus y en Roma, Iu-piter (Júpiter).
- Pritiví (la Tierra).
- Suria (el Sol).
- Vaiu (el viento).
- Apas (el agua).
- Paryania (la lluvia).
- Vach (la palabra).
- los Maruts
- los Aditiás (‘hijos de Áditi’).
- los Ribhús,
- los Visue-Devas (‘dioses del mundo’, o dioses de todos),
- muchos ríos rigvédicos (especialmente el río Sáraswati y el Sapta Sindhu).

También contiene referencias fragmentarias de posibles hechos históricos, principalmente la lucha entre los primeros pobladores védicos (conocidos como arios védicos, que serían un subgrupo de los indoarios) y sus enemigos, los dāsa (que pasó a significar ‘demonio’ y ‘sirviente’).

### Traducciones
El Rigveda fue traducido al inglés por Ralph T. H. Griffith en 1896. Hay otras traducciones, parciales, al inglés, de Maurice Bloomfield y William Dwight Whitney. La traducción de Griffith es buena, considerando su antigüedad, pero la mejor es la traducción al alemán de Karl Friedrich Geldner (1852-1929), de 1923, la única traducción erudita independiente hasta el día de hoy. La traducción posterior de Tatyana Elizarenkova (1929-2007), al ruso depende mucho de la de Geldner, pero es valiosa porque tiene en cuenta la literatura académica acerca del tema hasta los años noventa. Existen traducciones parciales en muchos otros idiomas.

## Tradición védica
De acuerdo con la tradición védica, los himnos rigvédicos fueron recolectados por el sabio Paila bajo la guía de su gurú Vyāsa, quien había formado el Rigveda-samjita tal como es conocido hoy.
Según el Shatapatha-bráhmana, el número de sílabas del Rigveda es 432 000, igual al número de mujurtas que hay en cuarenta años. El mujurta es la «hora» que se usaba en la India; un día sería igual a 30 mujurtas, por lo que cada mujurta tendría 48 minutos actuales. Esta declaración enfatiza la doctrina subyacente en los libros védicos de que hay una conexión (bandhu) entre lo astronómico, lo fisiológico y lo espiritual.
Los autores de los textos bráhmana (que no se deben confundir con los sacerdotes, miembros de la casta de los bráhmanas) describieron e interpretaron el ritual védico. Iaská (entre los siglos VI y IV a. C.) fue el primer comentador conocido del Rigveda. En el siglo XIV, Saiana escribió un exhaustivo comentario. Otros bhashias (comentarios) se han preservado hasta la actualidad por las escuelas Mādhava, Skanda Swami y Venkata Mādhava.

## Datación y reconstrucción histórica

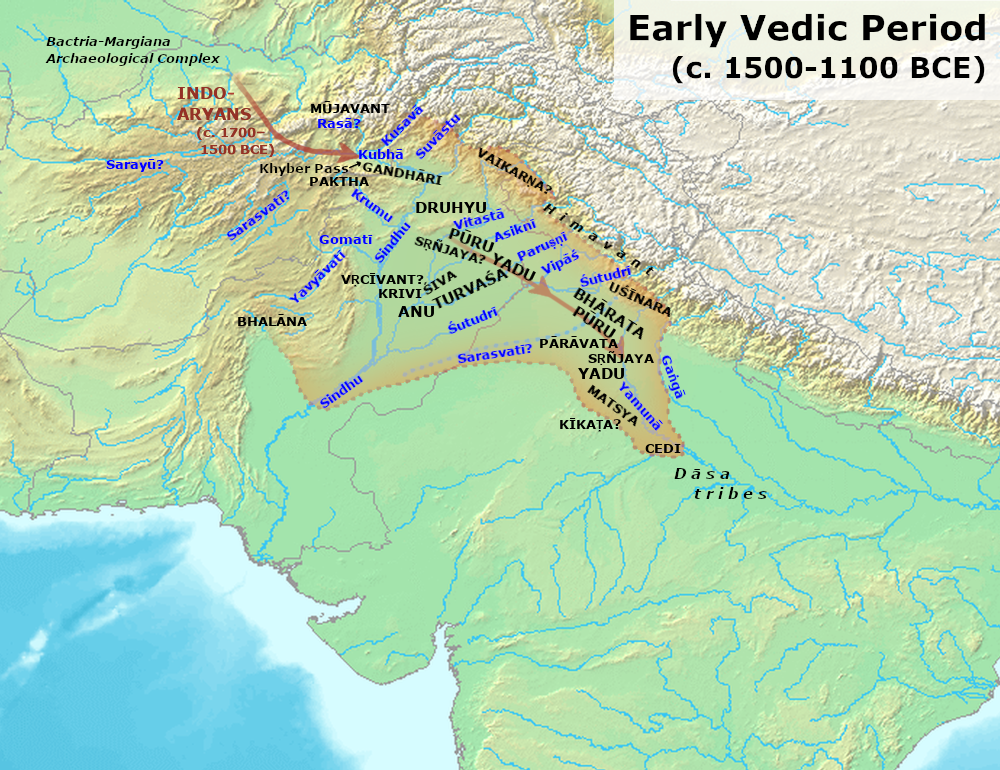
Mapa que muestra las tribus y los ríos que se mencionan en el Rig-veda.

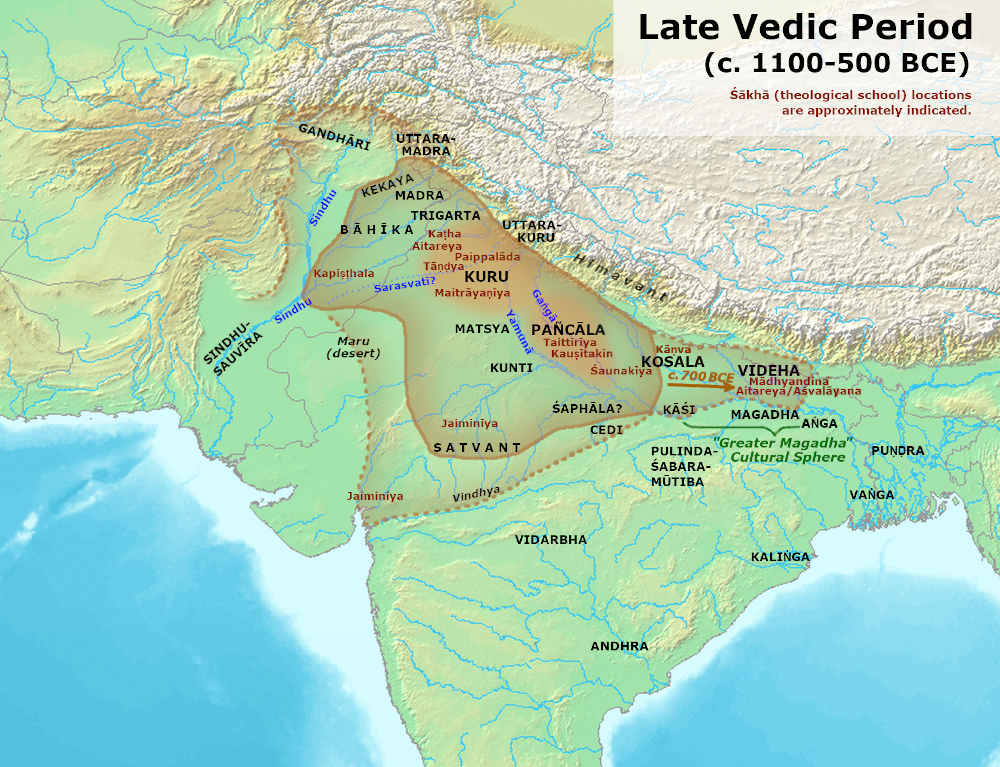
Mapa que muestra las regiones ocupadas por los invasores indoiranios, que alcanzaron la costa oriental de la India. Los nombres de esas tribus (ya sedentarias y creadoras de ciudades) no fueron registrados en la época en que se compuso el Rig-veda, lo que permite datar el texto hacia el 1500 a. C.

El Rigveda es mucho más arcaico que cualquier otro texto indoario. Por esta razón fue el centro de la atención de los eruditos occidentales desde la época de Max Müller. El Rigveda registra una etapa muy antigua de la tradición o sabiduría védica, todavía confundida con la religión hinduista. Siendo la tradición védica la más antigua sabiduría otorgada a la humanidad y luego, el hombre creó una religión a partir de esta, el hinduismo. Siendo diferentes en su concepción, ejecución y enfoque.
Se acepta que las partes más antiguas del Rigveda datan del final de la Edad de Bronce, convirtiéndolo en el único ejemplo de una literatura de la Edad de Bronce con una tradición intacta.
Su composición se data entre el 1700 y el 1100 a. C. (periodo védico temprano) en la región del Sapta Sindhu (‘siete ríos’) del Panyab pakistaní.
Oberlies (1998: 155) estima que los himnos menos antiguos del libro 10 datan del 1100 a. C. Las estimaciones de un terminus post quem de los himnos más antiguos son todavía más inciertas. Oberlies (p. 158), basado en «evidencia acumulativa», los ubica entre el 1700 y el 1100.
Es seguro que los himnos son posteriores a la separación indoirania del 2000 a. C. No se puede asegurar que los elementos más arcaicos del Rigveda se remonten a unas pocas generaciones después de ese quiebre, pero las estimaciones filológicas tienden a datar la mayor parte del texto a la segunda mitad del segundo milenio antes de nuestra era.
El texto en los siguientes siglos sufrió revisiones de pronunciación y de estandarización (samjita-patha y pada-patha). Esta edición puede haber quedado completa hacia el siglo VII a. C.
Oldenberg (p. 379) fecha el Rig cerca del final del periodo bráhmana, viendo que los bráhmanas más antiguos aún contienen citas rigvédicas prenormalizadas. El período bráhmana es posterior al de la composición de los samjitas de otros Vedas, y duró entre el siglo IX y el VII a. C. Esto significaría que la redacción de los textos tal como se conservan se completó aproximadamente en el siglo VII a. C. La Enciclopedia de la cultura indoeuropea (pág. 306), mediante el estudio de los idiomas indoiranios, estima también que fueron escritos en esta misma época.
La escritura aparece en India hacia el siglo V a. C. en la forma de la escritura brahmi, pero parece ser que los textos de la longitud del Rigveda no fueron escritos antes de la Edad Media, en escritura gupta o siddham. En la época medieval india, los manuscritos eran usados solo para la enseñanza. Hasta la introducción de la imprenta en la época británica, la escritura cumplía un papel muy secundario en la preservación del conocimiento debido a su naturaleza efímera (los manuscritos hindúes se escribían sobre corteza u hojas de palma, y se descomponían rápidamente en el clima tropical).
Por eso los himnos se preservaron por tradición oral durante un milenio desde la época de su composición hasta la redacción del Rigveda; y todo el Rigveda fue preservado por las dos escuelas shakhas durante otros 2500 años hasta la editio princeps de Müller. Se trata de una hazaña de memorización sin paralelo en ninguna otra sociedad conocida.
La literatura puránica nombra a Vidagdha como el autor del texto Pada patha. Otros eruditos consideran en cambio que Sthavira Sak (personaje que aparece en el Aitareia-araniaka) es el padakara del Rigveda. Después de que el Rigveda quedara completo, un vasto cuerpo de sacerdotes védicos lo preservaron y codificaron como la doctrina central de la civilización védica de la Edad de Hierro.
El Rigveda describe una cultura móvil, nómada, con carros tirados con caballos y armas de metal (bronce). De acuerdo con algunos eruditos, la geografía descrita coincide con la del Panyab (Gandhara): los ríos fluyen de norte a sur, las montañas están relativamente lejos pero accesibles (la planta soma se encontraba en las montañas y había que comprarla, importada por comerciantes). Sin embargo, los himnos se fueron componiendo a lo largo de un largo período. Los elementos más antiguos posiblemente provienen de la época de la división de los protoindoiranios (hacia el siglo XXI a. C.).
Existe debate acerca de si los textos que celebran cuando los arios védicos (y especialmente Indra) destruyeron algunos fuertes de piedra se refieren a las ciudades de la civilización del valle del Indo o si se refieren a los choques entre los primigenios indoarios con la cultura bactrio-margiana (en lo que ahora es el norte de Afganistán y el sur de Turkmenistán (separados del alto río Indo por la cordillera Hindu Kush, distante unos 400 km).
En cualquier caso, ya que es muy probable que la mayor parte del Rigveda fue compuesto en el Panyab, incluso si se basa en tradiciones poéticas más antiguas, no hay mención de los tigres o el arroz (al contrario que en los Vedas posteriores), lo que sugeriría que la cultura védica entró en las planicies de la India después de que el Rigveda se terminara de compilar.
Similarmente, si se acepta que en el Rigveda no hay mención del hierro (aunque aparece el término aias (ayas: ‘metal’). La Edad de Hierro en el norte de la India comenzó en el siglo XII a. C., con la cultura de artesanías negras y rojas (BRW).
Existe un periodo de tiempo ampliamente aceptado para el comienzo de la codificación del Rigveda (es decir, la disposición de los himnos individuales en libros, y la fijación del samjita-patha (mediante la aplicación de las reglas sandhi de unión de sílabas) y el pada-patha (mediante la separación de las sílabas unidas por sandhi) a partir del texto métrico anterior), y la composición de los Vedas básicos más antiguos. Ese momento posiblemente coincide con el principio del desarrollo del reino Kuru, cambiando el centro de la cultura védica desde el este del Panyab hasta lo que hoy es Uttar Pradesh.
Algunos de los nombres de los dioses y diosas que se encuentran en el Rigveda se encuentran entre otros sistemas de creencias basados en la religión protoindoeuropea; por ejemplo: Diaús-pitar es cognado del griego Zeus, el latino Júpiter (que proviene de Deus Páter), y el germánico Tyr, mientras que Mitra es cognado del persa Mitra; también, Ushas con el griego Eos y el latino Aurora, y —menos seguro— Váruna con el griego Urano. Por último, Agní es cognado del latín ignis (del que proviene el español «ígneo») y el ruso ogon, que significan ambos ‘fuego’.
Algunos escritores[cita requerida]  lo datan en el siglo XL a. C., aunque esa fecha queda situada muy dentro de la época neolítica de la India (Mehrgarh), que no corresponde arqueológicamente con ninguna cultura de tipo védico.
La interpretación de la evidencia sigue siendo controvertida, y es el factor clave en el desarrollo de la hipótesis de la continuidad protovédica (que contradice la hipótesis de la invasión aria).
En el año 2001, el indólogo griego Nicholas Kazanas (n. 1939), en un polémico artículo contra la hipótesis de la invasión aria, sugiere una fecha tan temprana como el 3100 a. C. (que es la fecha en que la tradición hindú ubica la batalla de Kurukshetra), basándose en
- la identificación del río Ghaggar-Hakra como el primitivo río rigvédico Sárasuati y
- argumentos glotocronológicos.

Su postura es diametralmente opuesta a la opinión de los principales lingüistas historiadores, y apoya la controvertida hipótesis «Out of India» (‘A partir de la India’), la cual presupone que el idioma protoindoeuropeo existió recién en el 3000 a. C.

### Flora y fauna en elRigveda
El caballo (ashva) y el ganado juegan un papel importante en el Rigveda. También hay referencias al elefante (hastina o varana), el camello (ushtra, especialmente en el mandala 8), el búfalo (mahisa, en el mandala 9), el león (simja) y el gaur (algún animal de color ‘dorado’). Dos aves mencionadas en el texto son el pavo real (maiura) y el chakravaka (de nombre científico Anas casarca).

## Opiniones hindúes más recientes
El santón hinduista Dayananda Sarasvati (1824-1883), que creó el grupo religioso Arya Samaj, y el religioso Sri Aurobindo (1872-1950) enfatizaban una interpretación espiritual (adhyatmika) del libro.
Así, la percepción que los hinduistas tienen del Rigveda ha ido cambiando desde una visión ritualística hasta una interpretación más mística o simbólica. Por ejemplo, las muchas menciones al sacrificio de animales (que la actual religión puránica considera demoníaco) no se ve como un mero degolladero sino como un proceso espiritual de renacimiento.

## Contra la teoría de la invasión aria
El río Sarasvati, alabado en el RV 7,95 como el río más grande que fluye desde la montaña hasta el mar y que según otro texto, el Majábharata, se secó en un desierto que algunos identifican con el desierto de Thar, a veces se considera que es el río Ghaggar-Hakra, que se secó probablemente antes del 2600 a. C. o ciertamente antes del 1900 a. C. Otros creen que el río Sárasuati era el río Helmand (en Afganistán).
Estas cuestiones están ligadas al debate acerca de la migración indoaria (denominada «teoría de la invasión aria»), que se opone a la teoría de que la cultura védica (o sea, basada en los textos védicos), así como el sánscrito védico, se originaron ambos en la cultura del valle del río Indo (denominada «hipótesis Out of India (‘A partir de la India’)», un tema de gran significación en el nacionalismo hindú, que ha sido desarrollado por Amal Kiran y Shrikant G. Talageri.
Subhash Kak ha tratado de demostrar que hay un código astronómico detrás de la organización de los himnos.
Bal Gangadhar Tilak —también basado en los alineamientos astronómicos del Rigveda—, en su libro The Orion (‘La [constelación de] Orión’, 1893) declara que la cultura rigvédica ya existía en la India en el cuarto milenio a. C.; y en su libro Arctic home in the Vedas (1903) incluso afirma que los arios se originaron cerca del polo Norte, y que bajaron al sur en la Era de Hielo.[cita requerida]

## Ediciones
- Aufrecht, Theodor. Bonn (2.ª ed.): 1877.
- Müller, Max: The Hymns of the Rigveda, with Sayana’s commentary (6 vols., 1849-1875), Londres: Oxford, 1890-1892.
- Rajawade, V. K. et. al.: Rgveda-samhita with the commentary of Sayanacarya (5 vols., 1933-1946). Pune (reimpresión): 1983.
- Van Nooten, B. y G. Holland: Rig Veda, a metrically restored text. Cambridge (Massachusetts) y Londres (Reino Unido): Harvard University Press (Departamento de Estudios Sánscritos e Indios), 1994.

## Traducciones
- Alemán: Karl Friedrich Geldner. Der Rigveda: Aus dem Sanskrit ins Deutsche übersetzt. Londres: Harvard Oriental Studies (vols. 33, 34 y 35), 1951. Londres: Harvard University Press (reimpresión), 2003. ISBN 0-674-01226-7.
- Francés: A. Langlois. Rig veda. París, 1948-1951. ISBN 2-7200-1029-4.
- Húngaro (parcial): Laszlo Forizs. Rigvéda –Teremtéshimnuszok (‘Himnos de la creación en el Rigveda’). Budapest, 1995. ISBN 963-85349-1-5.
- Inglés: Ralph T. H. Griffith. Hymns of the Rig veda, 1896.
- Latín: F. Rosen. Rigvedæ specimen. Londres, 1830.
- Ruso: Tatyana J. Elizarenkova. Rigveda. Moscú: Nauka, 1989-1999.

### Comentarios
- Shaiana (siglo XIV). Reino Unido: Max Müller, 1849-1875.
- Sri Aurobindo (1872-1950): Hymns of the Mystic Fire (commentary on the Rig veda). Twin Lakes (Wisconsin): Lotus Press. ISBN 0-914955-22-5.

### Filología
- Oberlies, Thomas: Die Religion des Rgveda. Viena, 1998.
- Oldenberg, Hermann: Hymnen des Rigveda. 1. Teil: Metrische und textgeschichtliche Prolegomena. Berlín, 1888; Wiesbaden, 1982.
- — Die Religion des Veda. Berlín, 1894; Stuttgart, 1917; Stuttgart, 1927; Darmstadt, 1977
- — Vedic Hymns, The sacred books of the East (vol. 46), Oxford: Friedrich Max Müller (ed.), 1897.

### Historia
- Frawley, David: The Rig Veda and the History of India. Nueva Delhi: Aditya Prakasham, 2001. ISBN 81-7742-039-9.
- Kazanas, N.: A new date for the Rgveda (2000). G. C. Pande y D. Krishna (eds.), número especial de la revista Journal of Indian Council of Philosophical Research, junio de 2001).
- Lal, B. B.: The Homeland of the Aryans. Evidence of Rigvedic Flora y Fauna & Archaeology. Nueva Delhi: Aryan Books International, 2005.
- Talageri, Shrikant G.: The Rigveda: a historical analysis Archivado el 15 de enero de 2019 en Wayback Machine., 2000. ISBN 81-7742-010-0.

### Arqueoastronomía
- Kak, Subhash: The astronomical code of the Rigveda. Nueva Delhi: Munshiram Manoharlal, 2000. ISBN 81-215-0986-6.
- Tilak, Bal Gangadhar: The Orion, 1893.